# Ernst Biedermann (Maler)

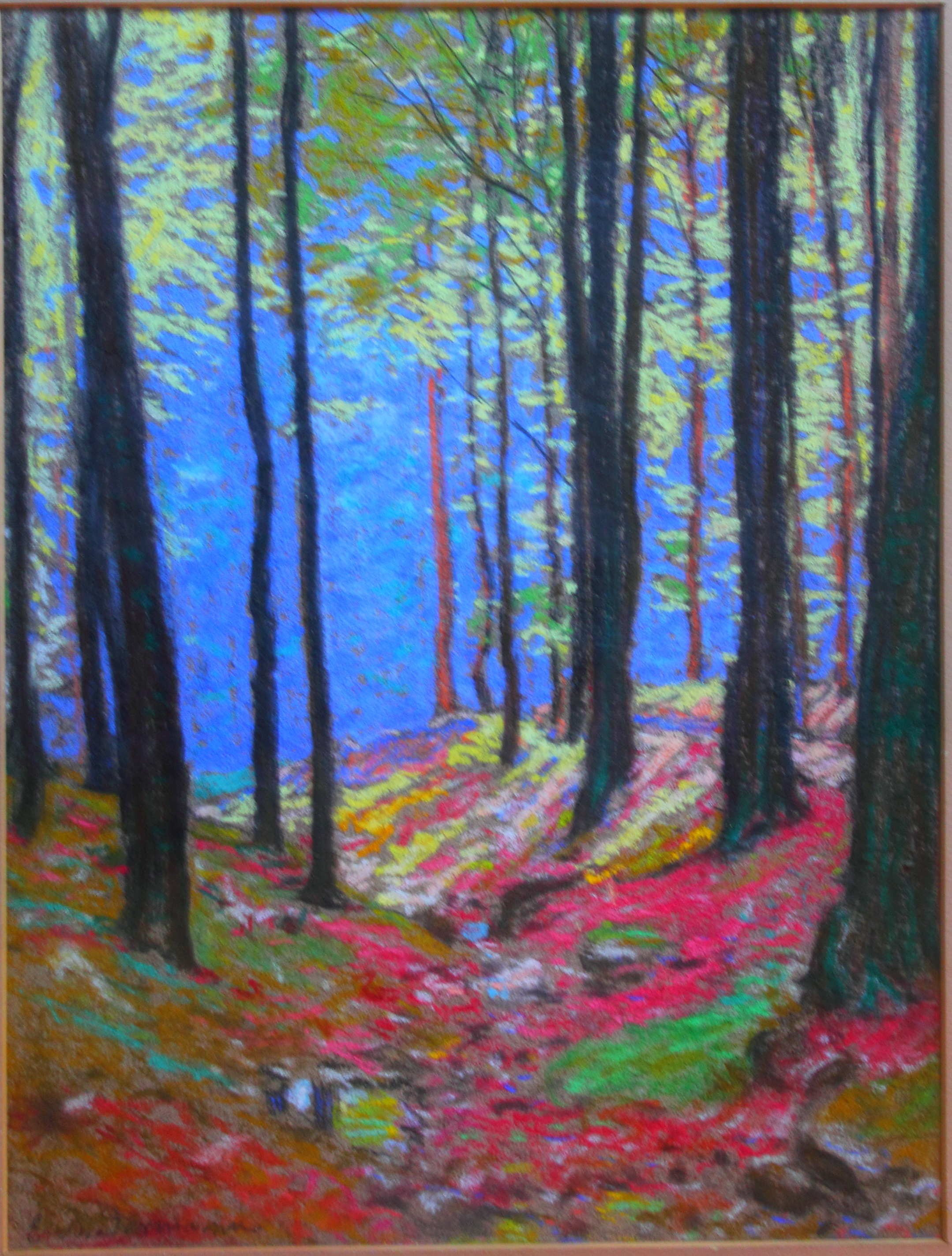
Ernst Biedermann: Wald bei Jena, Pastell

Ernst Biedermann (* 21. Dezember 1868 in Gotha; † 18. August 1928 in Jena) war ein deutscher Maler, Architekt und Erfinder.
Er studierte Malerei von 1888 bis 1894 an der Kunstakademie Karlsruhe bei Leopold von Kalckreuth und in Weimar bei Max Thedy. 1901 ließ er sich in Jena nieder. 1903 gehörte er zu den Gründungsmitgliedern des Jenaer Kunstvereins, wo er auch regelmäßig ausstellte. Seine Ölgemälde und Pastellzeichnungen waren vom Impressionismus und vom Jugendstil beeinflusst. In Jena entwarf er auch zahlreiche Stadthäuser und Villen, darunter die Villa des Physikers Otto Eppenstein. Außerdem gehörte er dem Baukunstbeirat der Stadt Jena an. Ferner erfand er das „Tanagra-Theater“, das von der Firma Carl Zeiss gebaut wurde. Ein Exemplar befindet sich heute im Deutschen Museum in München. Bilder von Biedermann befinden sich in der Sammlung der Städtischen Museen Jena. 2007 widmete die Villa Schott ihm eine Ausstellung.